# المعبدة
بلدة المعبدة (كركي لكي ) بلدة سورية وهي مركز ناحية المعبدة في منطقة المالكية التابعة لمحافظة الحسكة. تقع على بعد حوالي 21 كم إلى الجنوب الشرقي من مدينة المالكية.تعد بلدة المعبدة حديثة التأسيس في المنطقة وتقع قرب مدينة رميلان النفطية ، تحولت لناحية عام 2008 يتبع لها عدد من القرى والبلديات مثل:  الصالحية. رميلان الباشا ، تل جمال والتلين وبيت حنون. وتحتل بلدة المعبدة موقعا استراتيجيا في منطقة المالكية.

## التاريخ:
تم احداث ناحية المعبدة والتي يتبع لها اكثر من 80 قرية عام 2008م.

## المناخ
المناخ متوسطي شبه جاف، في الصيف حار وجاف، وفي الشتاء بارد وممطر، وفي الربيع معتدل وممطر بشكل متقطع. ولأن كركي شيرا منطقة حارة صيفاً فقد تتجاوز درجة الحرارة في شهر تموز الـ 41 درجة مئوية، وتنخفض درجة الحرارة في الشتاء إلى 2 درجة مئوية في شهر كانون الثاني وأحياناً إلى أقل من 0 درجة مئوية فيؤدي إلى تشكّل الصقيع في أولى ساعات الصباح.
| البيانات المناخية لـكركي شيرا             | البيانات المناخية لـكركي شيرا | البيانات المناخية لـكركي شيرا | البيانات المناخية لـكركي شيرا | البيانات المناخية لـكركي شيرا | البيانات المناخية لـكركي شيرا | البيانات المناخية لـكركي شيرا | البيانات المناخية لـكركي شيرا | البيانات المناخية لـكركي شيرا | البيانات المناخية لـكركي شيرا | البيانات المناخية لـكركي شيرا | البيانات المناخية لـكركي شيرا | البيانات المناخية لـكركي شيرا | البيانات المناخية لـكركي شيرا |
| الشهر                                     | يناير                         | فبراير                        | مارس                          | أبريل                         | مايو                          | يونيو                         | يوليو                         | أغسطس                         | سبتمبر                        | أكتوبر                        | نوفمبر                        | ديسمبر                        | المعدل السنوي                 |
| ----------------------------------------- | ----------------------------- | ----------------------------- | ----------------------------- | ----------------------------- | ----------------------------- | ----------------------------- | ----------------------------- | ----------------------------- | ----------------------------- | ----------------------------- | ----------------------------- | ----------------------------- | ----------------------------- |
| متوسط درجة الحرارة الكبرى °ف              | 51.6                          | 54.7                          | 67.5                          | 73.6                          | 84.6                          | 97.0                          | 104.5                         | 103.6                         | 95.7                          | 82.9                          | 66.7                          | 54.9                          | 78.1                          |
| متوسط درجة الحرارة الصغرى °ف              | 36.9                          | 38.3                          | 43.3                          | 50.5                          | 58.8                          | 68.0                          | 74.3                          | 73.4                          | 67.1                          | 59.0                          | 47.8                          | 39.9                          | 54.8                          |
| الهطول إنش                                | 3.05                          | 2.83                          | 2.69                          | 2.32                          | 1.14                          | 0.09                          | 0.01                          | 0.00                          | 0.03                          | 0.71                          | 1.52                          | 2.63                          | 17.02                         |
| متوسط درجة الحرارة الكبرى °م              | 10.9                          | 12.6                          | 19.7                          | 23.1                          | 29.2                          | 36.1                          | 40.3                          | 39.8                          | 35.4                          | 28.3                          | 19.3                          | 12.7                          | 25.6                          |
| متوسط درجة الحرارة الصغرى °م              | 2.7                           | 3.5                           | 6.3                           | 10.3                          | 14.9                          | 20.0                          | 23.5                          | 23.0                          | 19.5                          | 15.0                          | 8.8                           | 4.4                           | 12.7                          |
| الهطول مم                                 | 77.5                          | 71.9                          | 68.2                          | 59.0                          | 29.0                          | 2.2                           | 0.3                           | 0.1                           | 0.8                           | 18.0                          | 38.5                          | 66.9                          | 432.4                         |
| المصدر: World Meteorological Organization |                               |                               |                               |                               |                               |                               |                               |                               |                               |                               |                               |                               |                               |

## الرياضة
يوجد في بلدة المعبدة ملعب فدنك.